# When We Were Young (dal)
A When We Were Young Adele angol énekes-dalszerző dala a 25 című harmadik stúdióalbumáról. Adele és Tobias Jesso Jr. írta a dalt, a producere pedig Ariel Rechtshaid volt. A dal három nap alatt íródott Los Angelesben, miután Adele írói válsággal küzdött az album kezdeti, eredménytelen munkálatai során. Az XL Recordings 2016. január 22-én adta ki az album második kislemezeként. A When We Were Young egy soul ballada, és zongorás hangszereléssel készült, amely Adele énekére helyezi a hangsúlyt. A dalt egy idősebb korosztálybeli ismerősökkel való találkozás víziója ihlette, és az öregedéstől való félelmet, valamint a fiatalság elvesztését vizsgálja.
A When We Were Young elismerést kapott a zenekritikusoktól, akik dicsérték a produkciót és az érzelmes dalszövegeket. A dal 11 országban, köztük az Egyesült Királyságban, Kanadában és Skóciában a Top 10-be került. Kanadában ötszörös platina minősítést kapott, az Egyesült Királyságban háromszoros platina minősítést, Dániában és Norvégiában pedig dupla platina minősítést. A londoni The Church stúdióban felvett előadást közzé tették a Vevón. Adele a dalt televíziós különkiadásai során, valamint a Saturday Night Live-ban, a The Ellen DeGeneres Show-ban és a 2016-os Brit Awards-on is előadta élőben.

## Háttér és megjelenés

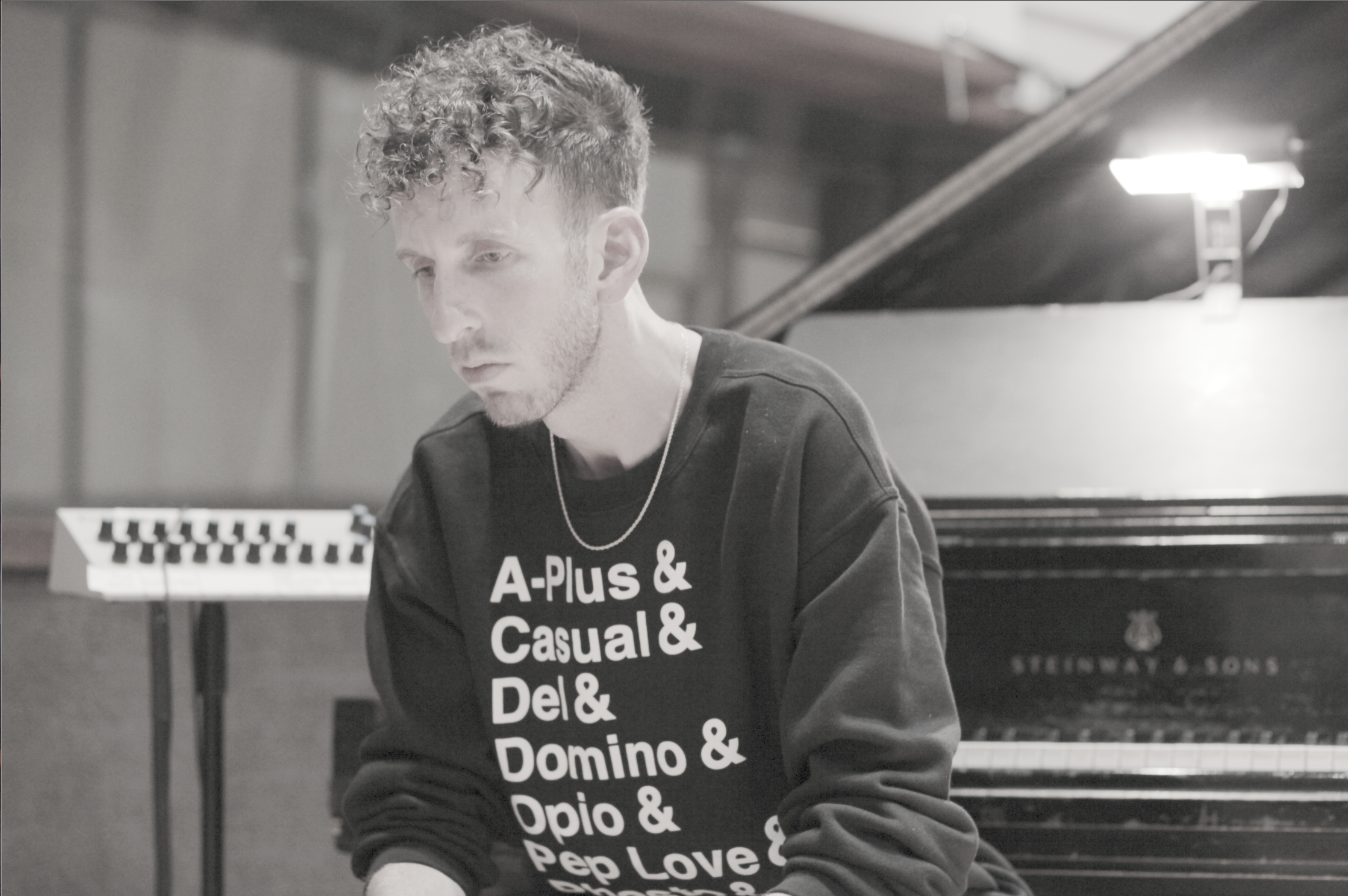
A dal producere Ariel Rechtshaid amerikai lemezproducer volt

Adele 2013 februárjában jelentette be, hogy különböző megbeszéléseket tart harmadik stúdióalbumával kapcsolatban. Az album kezdeti felvételei nem voltak gyümölcsözőek, emlékezett vissza: „Úgy éreztem, hogy soha nem fogom befejezni ezt a lemezt. Hosszú folyamat volt. Sokszor fel akartam adni, mert nem tudtam megcsinálni. Azt hittem, kifogytam az ötletekből, és elvesztettem a képességemet, hogy dalt írjak”. Adele írói válsággal küzdött, és menedzsere, aki szintén bizonytalan volt az anyagot illetően, Rick Rubint hívta fel, aki a 21 című második stúdióalbum (2011) számos dalának producere volt. Rubin azt állította, hogy nem hisz a dalokban. Adele is elismerte, hogy úgy érezte, kicsit elkapkodták a dolgot. 2015 elején Los Angelesbe repült, hogy két hónapig új dalszerzőkkel és producerekkel dolgozzon, köztük Tobias Jesso Jr. kanadai zenésszel, miután rábukkant a Hollywood című dalára. A menedzsereik beszéltek az együttműködésről, és körülbelül három napot dolgoztak az íráson, a When We Were Young című dal ötletén. A dal egy Los Angeles-i házban íródott, Philip Glass zongoráján, amelyet Jesso örökölt. A dalt a semmiből kezdték, ugyanis Jesso „akkordokat játszott, míg Adele dallamokat és szöveget improvizált”. Ahogy Jesso elmesélte: „Nem volt stúdió, csak egy zongora és mi, és rengeteget írtunk. Mármint tényleg nagyon sokat”.
Ariel Rechtshaid amerikai lemezproducer hallotta a híreszteléseket, hogy Adele és Jesso vele akar dolgozni. Londonba repült, és két dalt készített neki. Miután Adele közölte vele, hogy tetszenek neki a számok, de már sok ballada van az albumán, visszatért Los Angelesbe, és elkezdte kidolgozni a hozzá tartozó ritmussávot. Rechtshaid felidézte, hogy küzdött, hogy ne legyen „túlságosan drámai, egyfajta epikus”. Úgy gondolta, hogy a dalnak „régi soul hangulata” van, és azt szerette volna, ha „egy kicsit modernebb” lenne. Rechtshaid a The Fader című lapnak elmondta, hogy mindössze két felvételre volt szükség a dal felvételéhez, és a középső nyolcas alatt Adele-t a saját erején felül is nyomta, mivel „úgy érezte, hogy egy kicsit több kiáltás kell bele”.
2015. november 16-án a 60 Minutes című ausztrál televíziós műsor a When We Were Young előzetesét sugározta. Egy nappal később a dal londoni Church stúdióban készült előadását feltöltötték a Vevóra. 2015. november 26-án a Billboard írt egy cikket arról, hogy mi lesz a 25 következő kislemeze, jelezve, hogy vagy a When We Were Young vagy a Send My Love (To Your New Lover) lesz a választásuk. 2015. december 12-én a magazin egy Columbia Records-os forráson keresztül megerősítette, hogy a When We Were Young lesz az album második kislemeze. Olaszországban 2016. január 22-én jelent meg rádiós sugárzásra, 2016. január 29-én pedig digitális letöltés formájában különböző országokban. A hivatalos borító „egy visszatekintő képet mutat fiatalabb önmagáról”. Lindsay Sullivan a Billboardtól „imádnivalónak” nevezte, míg Lewis Corner a Digital Spy-tól azt kérdezte: „Mi lehet ennél aranyosabb, mint egy általános iskolás Adele, aki fülig vigyorog, miközben két első foga hiányzik?”

## Kompozíció és dalszöveg
Adele és Jesso írta a When We Were Young című dalt, és Rechtshaid volt a producere. Utóbbi hangmérnökként dolgozott rajta, valamint orgonán, glockenspielen, szintetizátoron és ütőhangszereken játszik. Jesso zongorázik és háttérvokálokat biztosított Rechtshaiddal. A dal hangszerelésében basszusgitár, dob és gitár is szerepel, a felvételek a londoni Dean Street Studiosban készültek, a keverés pedig a Los Angeles-i Capitol Studiosban és a New York-i Electric Lady Studiosban.
Zeneileg a When We Were Young egy elgondolkodtató soul ballada. Hattie Collins az i-D-től úgy vélte, hogy a dal „egy 70-es évek stílusú, csillogó diszkó ballada”. A dal „komor zongoraakkordokra” épül, amelyek a Pitchfork írója, Jeremy Gordon szerint „arra szolgálnak, hogy megmutassák [Adele] megdöbbentő, empatikus hangját”. Azt mondta, hogy az éneke „a rekedtes recsegés és a szárnyaló előadásmód között váltakozik, mielőtt végül egy hatalmas hanggal tetőzik”. Adele úgy jellemezte a dalt, hogy „nagyon ’70-es évekbeli énekes-dalszerzői hangulatú”. Brian Hiatt a Rolling Stone-tól Elton John és Barbra Streisand The Way We Were (1973) című munkájához hasonlónak találta. Bruce Handy a Vanity Fair-től szintén Streisandhoz hasonlította. A The Fader munkatársát, Owen Myers-t Gladys Knightra emlékeztette a dal.
A When We Were Young szövegileg az öregedéstől való félelemmel foglalkozik, ami a 25 visszatérő témája. A dalban „[Adele] évekkel kamaszkoruk után újra találkozik [egy] régi ismerőssel, ami arra készteti, hogy újra felidézze a régi emlékeket, és azt kívánja, bárcsak megállíthatná az időt”. Ahogy Maeve McDermott, a USA Today munkatársa megjegyezte, az újratalálkozás során „Adele vágyakozva gyászolni kezd, mielőtt még vége lenne”. A dal alatt „nézi, ahogy fiatalsága valós időben elillan”, és így énekel: „Hadd fényképezzelek le ebben a fényben, hátha ez az utolsó alkalom, hogy pontosan olyanok lehetünk, mint amilyenek voltunk, mielőtt rájöttünk, hogy szomorúak vagyunk az öregedéstől”. Az utolsó refrénben Adele „az elválás elkerülhetetlenségéről” kesereg, és azt énekli: „Annyira dühös vagyok, hogy öregszem, ez felelőtlenné tesz”. Spencer Kornhaber, a The Atlantic munkatársa szerint az első versszak „arról szól, hogy bátorságot gyűjt, hogy közeledjen egy régi lánghoz, akit 'mindenki szeret'”. Hozzátette, hogy a dal „egy újabb változata a Someone Like You újbóli elbeszélésének, de ezúttal nincs benne a 'mindegy, találok valaki mást' rész. Csak az van, hogy könyörög egy fotóért, mert aggódik, hogy a jövő soha nem lesz olyan jó, mint a múlt volt”.
A Sirius XM-nek adott interjújában Adele azt mondta, hogy a dal „azon alapul, hogy idősebbek vagyunk, és egy buliban vagyunk, és látunk mindenkit, akivel valaha is összevesztünk, mindenkit, akit valaha is szerettünk, mindenkit, akit soha nem szerettünk”. A The New York Times dalonkénti elemzésében elmesélte, hogy a dal előadása közben a próbák során „látomásom volt arról, hogy a legjobb barátom először sminkel engem, amikor 17 éves voltam”, amit nagyra értékelt: „Minden egyes alkalommal, amikor egy új emlék visszatér az egyik dalomban, imádom. Olyan, mintha a dalokon keresztül emlékeznél az életedre.” Amikor Nick Grimshaw-nak interjút adott a BBC Radio 1-en, Adele azt mondta, hogy a When We Were Young a kedvenc száma a 25-ről.

## A kritikusok értékelései
A When We Were Youngot a zenekritikusok elismeréssel fogadták. Gordon a „Legjobb új számnak” nevezte, és méltatta Adele énekesi teljesítményét, valamint azt, hogy „képes az érzelgősséget színvonalas művészetté emelni”. Stephen Thomas Erlewine, az AllMusic munkatársa az album egyik csúcspontjának választotta a dalt, megjegyezve, hogy kockázatot vállalt azzal, hogy Retchshaidot kérte fel a dal producerének. Leah Greenblatt az Entertainment Weekly-től az album három legjobb számának egyikének tartotta, megjegyezve, hogy őszinte volt a nosztalgikus témával. Steven Arroyo a Consequence of Soundtól a dalt a 25 album egyik legfontosabb számának választotta. Rob Garratt, a The National munkatársa pozitívan nyilatkozott Adele írói képességeiről, és dicsérte „törékenyen megható, de végső soron meggyőző” előadását. Az Inquirernek írva Joseph R. Atilano megjegyezte: „Egy ilyen kislemez még inkább megmutatja, hogy milyen lírai intelligencia van benne, mint zeneszerző és mint a ma élő egyik legmagasabb színvonalú énekesnő”. Matt Bagwell a Huffington Posttól „lenyűgözőnek” nevezte, és az album Someone Like You-jának – más szóval a „nagy balladának” – nevezte.
Corner megjegyezte, hogy a dalszöveg „összeszorítja a szívedet, és kisebb kapuzárási pánikot okoz neked. Ez azonban nem fogja megakadályozni, hogy újra és újra lejátszd”. Corbin Reiff a The A.V. Clubtól dicsérte Adele „hihetetlen, komor keserűségét a versszakokban”. Justin Charity, a Complex munkatársa szintén pozitívan nyilatkozott az énekléséről, „Adele hangjának legvadabb kivirágzásának” nevezve azt. Jon Dolan szerint a Rolling Stone-tól „érett [...] érzelgős ballada”, míg T. Cole Rachel szerint a Spin-től „olyan érzelgős, túlfőzött melodráma, amit Adele álmában is elő tudna adni”. Chris Gerard a PopMatters-től elismerően nyilatkozott, a dalt „keserédes eposznak” nevezte, és hozzátette: „When We Were Young lélegzetelállító, egy példa arra, hogy Adele milyen nagyszerű tud lenni, amikor minden csillag együtt áll. Ennek a lassan pergő, erőteljes csúcspontra épülő balladának kellett volna az első kislemeznek lennie. Összetettebb, mint a Hello, nagyobb érzelmi mélységgel bír, és Adele éneke elég jó ahhoz, hogy könnyeket csaljon a szemünkbe. A 25-öt már csak ezért a dalért is érdemes beszerezni.”
A Time a When We Were Young-ot 2015 hetedik legjobb dalának nevezte. Több zenekritikus is felvette a dalt Adele legjobb dalainak listájára. A Rolling Stone Adele ötödik legjobbjaként sorolta fel, Larisha Paul pedig kifejtette, hogy „az idő és az öregedés egzisztenciális válságot okozó témáit olyanra fonja, ami olyan, mintha a saját múltunk, jelenünk és jövőnk pillanatképe lenne”. A Billboardtól Chuck Arnold diszkográfiájának rangsorában a 11. helyre helyezte a When We Were Youngot, és megjegyezte, hogy „teljesen felkavarja az érzéseidet” és „visszavágysz valakire, akit régen ismertél”. A Parade és az American Songwriter egyaránt a második helyre sorolta a dalt Adele legjobb dalainak listáján. Alexis Petridis a The Guardiantól Adele 18. legjobb dalának nevezte.

## Kereskedelmi fogadtatás
A When We Were Young a kilencedik helyen végzett a brit kislemezlistán, és háromszoros platina minősítést kapott az Egyesült Királyságban a Brit Hanglemezgyártók Szövetségétől (BPI). 2015. december 14-én a Billboard arról számolt be, hogy a dal 150 000 letöltést ért el az Egyesült Államokban, a második legtöbbet 25-től. A dal a 14. helyet érte el az amerikai Billboard Hot 100-as listán, és az Amerikai Hanglemezgyártók Szövetsége platina minősítést adott neki. A When We Were Young a kilencedik helyen szerepelt a Canadian Hot 100-as listán, és ötszörös platina minősítést kapott Kanadában a Music Canada-tól.
Ausztráliában a When We Were Young az ARIA Top 50 Singles Chart 13. helyén végzett, és az Australian Recording Industry Association platina minősítést adott neki. A dal Új-Zélandon a Top 40 Singles Chart 23. helyéig jutott, és Új-Zélandon arany minősítést kapott a Recorded Music NZ-től. Máshol a top 10-ben szerepelt, Finnországban, Izlandon, Skóciában, Szlovákiában a harmadik, Svájcban az ötödik, Belgiumban, és Csehországban a hatodik, Dél-Afrikában a nyolcadik, Portugáliában pedig a 10. helyen. A When We Were Young Dániában és Norvégiában kétszeres platina, Olaszországban, Portugáliában, és Mexikóban platina, Belgiumban pedig arany minősítést kapott.

## Élő előadások

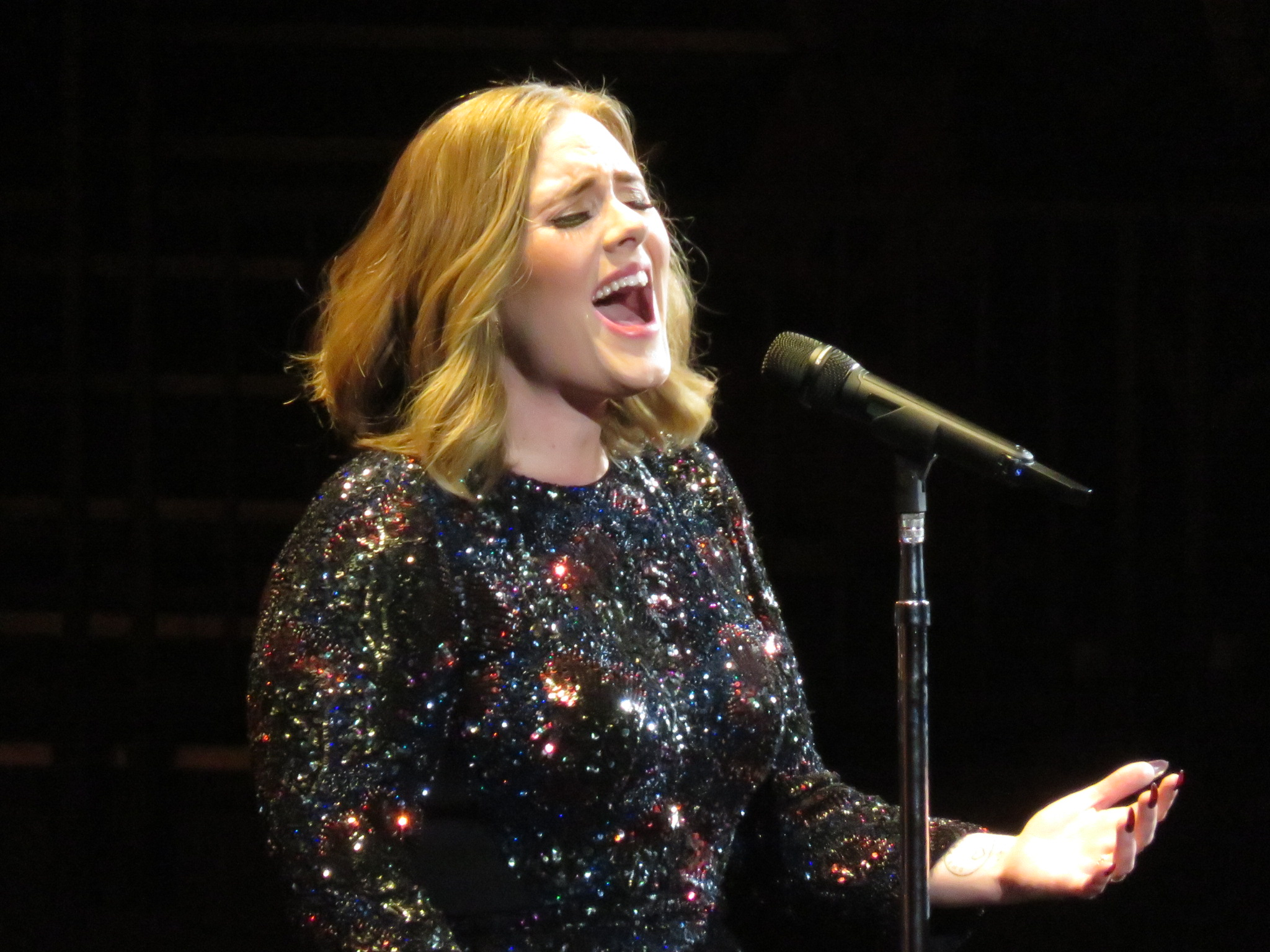
Adele a When We Were Young előadása közben 2016-os koncertkörútja során

Adele élőben adta elő a When We Were Young című dalt számos háttérénekessel, nagy hangszórók előtt, a londoni The Church stúdióban, amelyet 2015. november 17-én filmre vettek és feltöltöttek a Vevóra. A dalt szintén előadta a BBC One Adele at the BBC című különkiadásában, amelyet 2015. november 2-án rögzítettek a The London Studios-ban. 2015. november 21-én elénekelte a Saturday Night Live-ban; Renan Borelli, az MTV News munkatársa úgy kommentálta, hogy „abszolút lenyűgözte”. A When We Were Youngot a Radio City Music Hallban 2015. november 17-én rögzített NBC Adele Live in New York City című különkiadásában is előadta.
2016. február 17-én Adele újra előadta a dalt a The Ellen DeGeneres Show-ban. Február 24-én a 2016-os Brit Awards záródalaként énekelte el. Adele a When We Were Young című dalt a 2016-os Glastonbury Fesztiválon, és a 2016-os koncertturnéjának ráadásszámaként vette fel a setlistjére. A dalt előadta a CBS Adele One Night Only című különkiadása, az ITV An Audience with Adele (2021) című különkiadása, valamint a 2022. július 1-jén és 2-án megrendezett British Summer Time koncertjei során.

## Közreműködők
Közreműködők listája a 25 albumfüzete alapján.
Felvétel
- Felvételː Dean Street Studios (London)
- Hangkeverés: Capitol Studios (Los Angeles), Electric Lady Studios (New York City)

Közreműködők
- Adele – dalszerzés, vokálok
- Tobias Jesso Jr. – dalszerzés, háttérvokál, zongora
- Ariel Rechtshaid – producer, háttérvokál, zenei programozás, hangmérnök, orgona, glockenspiel, szintetizátor, ütőshangszerek
- Gus Seyffert – basszus
- Joey Waronker – dobok
- Benji Lysaght – gitár
- Nico Muhly – zongora, szájharmonika
- Roger Manning Jr. – optigan, B3
- Austen Jux Chandler – hangmérnök
- Chris Kaysch – hangmérnök
- David Schiffman – hangmérnök
- Nick Rowe – kiegészítő hangmérnöki munka
- Aaron Ahmad – hangmérnök asszisztens
- Christopher Cerullo – hangmérnök asszisztens
- John DeBold – hangmérnök asszisztens
- Michael Harris – hangmérnök asszisztens

## Helyezések
| Lista (2015)                          | Legjobb helyezés |
| ------------------------------------- | ---------------- |
| Ausztrália (ARIA)                     | 13               |
| Ausztria (Ö3 Austria Top 40)          | 11               |
| Belgium (Ultratop 50 Flanders)        | 6                |
| Belgium (Ultratop 50 Wallonia)        | 22               |
| Kanada (Canadian Hot 100)             | 9                |
| Kanada AC (Billboard)                 | 1                |
| Kanada CHR/Top 40 (Billboard)         | 24               |
| Kanada Hot AC (Billboard)             | 2                |
| Csehország (Rádio Top 100)            | 6                |
| Csehország (Singles Digitál Top 100)  | 26               |
| Dánia (Tracklisten Top 40)            | 27               |
| Európa Digitális dalok (Billboard)    | 7                |
| Finnország (Latauslista)              | 3                |
| Franciaország (Single Top 100)        | 15               |
| Németország (Media Control Charts)    | 29               |
| Németország (Airplay Chart)           | 2                |
| Magyarország (Rádiós Top 40)          | 11               |
| Magyarország (Single Top 40)          | 11               |
| Izland (RÚV)                          | 3                |
| Írország (IRMA)                       | 12               |
| Olaszország (FIMI)                    | 56               |
| Mexikó Rádiós lista (Billboard)       | 40               |
| Hollandia (Top 40)                    | 14               |
| Hollandia (Single Top 100)            | 24               |
| Új-Zéland (Recorded Music NZ)         | 23               |
| Norvégia (VG-lista)                   | 23               |
| Lengyelország (Polish Airplay Top 20) | 16               |
| Portugália (AFP Top 100 Singles)      | 10               |
| Skócia (Scottish Singles Top 40)      | 3                |
| Szlovákia (Rádio Top 100)             | 3                |
| Szlovákia (Singles Digitál Top 100)   | 24               |
| Szlovénia (SloTop50)                  | 26               |
| Dél-Afrika (RISA)                     | 42               |
| Spanyolország (PROMUSICAE)            | 54               |
| Svédország (Sverigetopplistan)        | 16               |
| Svájc (Schweizer Hitparade)           | 5                |
| Egyesült Királyság (UK Singles Chart) | 9                |
| Egyesült Királyság (UK Indie Chart)   | 1                |
| US Billboard Hot 100                  | 14               |
| US Adult Contemporary (Billboard)     | 6                |
| US Adult Top 40 (Billboard)           | 3                |
| US Hot Dance Club Songs (Billboard)   | 1                |
| US Mainstream Top 40 (Billboard)      | 13               |
| US Rock Airplay (Billboard)           | 46               |

| Lista (2021)                       | Legjobb helyezés |
| ---------------------------------- | ---------------- |
| Kanada Digitális dalok (Billboard) | 39               |
| Global 200 (Billboard)             | 37               |

| Lista (2016)                                 | Helyezés |
| -------------------------------------------- | -------- |
| Belgium (Ultratop Flanders)                  | 52       |
| Kanada (Canadian Hot 100)                    | 73       |
| Dánia (Tracklisten)                          | 81       |
| Magyarország (Single Top 40)                 | 87       |
| Izland (Plötutíðindi)                        | 43       |
| Hollandia (Dutch Top 40)                     | 65       |
| Hollandia (Single Top 100)                   | 87       |
| Svédország (Sverigetopplistan)               | 71       |
| Egyesült Királyság (Official Charts Company) | 58       |
| US Billboard Hot 100                         | 83       |
| US Adult Contemporary (Billboard)            | 16       |
| US Adult Top 40 (Billboard)                  | 20       |
| US Dance Club Songs (Billboard)              | 39       |

## Minősítések és eladási adatok
| Régió | Minősítés  | Eladott példányszám |
| --- | ---------- | ------------------- |
| Ausztrália (ARIA) | platina    | 70 000‡             |
| Belgium (BEA) | arany      | 15 000*             |
| Brazília (Pro-Música Brasil)                                                                                            | gyémánt    | 250 000‡            |
| Kanada (Music Canada)                                                                                                   | 6× platina | 480 000‡            |
| Dánia (IFPI Denmark) | 2× platina | 180 000‡            |
| Olaszország (FIMI) | platina    | 50 000‡             |
| Mexikó (AMPROFON) | platina    | 60 000‡             |
| Új-Zéland (RMNZ) | arany      | 7 500*              |
| Norvégia (IFPI Norway)                                                                                                  | 2× platina | 120 000‡            |
| Portugália (AFP) | platina    | 20 000‡             |
| Egyesült Királyság (BPI)                                                                                                | 3× platina | 1 800 000‡          |
| Egyesült Államok (RIAA)                                                                                                 | platina    | 1 000 000‡          |
| * Eladási példányszámok kizárólag a minősítés alapján. ‡ Eladási+streaming példányszámok kizárólag a minősítés alapján. |            |                     |

## Megjelenési történet
| Régió       | Dátum            | Formátum           | Kiadó | For.   |
| ----------- | ---------------- | ------------------ | ----- | ------ |
| Olaszország | 2016. január 22. | Rádiós megjelenés  | XL    | [ 13 ] |
| Ausztrália  | 2016. január 29. | Digitális letöltés | XL    | [ 14 ] |
| Kína        | 2016. január 29. | Digitális letöltés | XL    | [ 15 ] |
| Új-Zéland   | 2016. január 29. | Digitális letöltés | XL    | [ 16 ] |

## Fordítás
Ez a szócikk részben vagy egészben  a   When We Were Young (Adele song) című angol Wikipédia-szócikk fordításán alapul.  Az eredeti cikk szerkesztőit annak laptörténete sorolja fel. Ez a jelzés csupán a megfogalmazás eredetét és a szerzői jogokat jelzi, nem szolgál a cikkben szereplő információk forrásmegjelöléseként.